# 伊斯蘭國高加索省
伊斯蘭國高加索省（阿拉伯语：‎）是恐怖主義組織伊斯蘭國轄下的區域性組織，成立于2015年6月23日，由達吉斯坦、車臣、印古什和卡巴爾達-巴爾卡爾四個俄羅斯自治共和國的恐怖分子組成。該組織曾在達吉斯坦南部城市馬加拉姆肯特一座俄羅斯軍事基地發動襲擊，造成傷亡。

## 沿革
高加索酋長國是一個與阿爾蓋達組織有聯繫的恐怖組織，一直與俄羅斯政府對抗，其領導人名為阿利亞斯哈布·克別科夫。魯斯塔姆·阿西爾達羅夫是高加索酋長國轄下「達吉斯坦省」的領導人，他希望高加索酋長國能併入另一恐怖組織伊斯蘭國，但克別科夫不同意；於是，阿西爾達羅夫在2014年12月發佈影片，以「達吉斯坦省聖戰者」的名義宣誓效忠伊斯蘭國首領阿布·貝克爾·巴格達迪。
2015年6月15日，高加索酋長國車臣分支首領維萊亞特·諾克奇奇的網站發佈影片，片中諾克奇奇和印古什分支首領維萊亞特·加爾蓋喬效忠伊斯蘭國，並承認巴格達迪為哈里發，此舉令高加索酋長國幾乎完全成為伊斯蘭國的一部分。而一段在同月流出的影片也顯示，一批達吉斯坦、車臣、印古什和卡巴爾達-巴爾卡爾的武裝份子已宣誓效忠伊斯蘭國。
2015年6月23日，伊斯蘭國首領巴格達迪的發言人發佈一段錄音訊息，表示接受達吉斯坦、車臣、印古什和卡巴爾達-巴爾卡爾武裝份子的效忠，並任命阿西爾達羅夫為「伊斯蘭國高加索省」的「埃米爾」，組織由此成立；同年9月29日，美國國務院把「伊斯蘭國高加索省」列為恐怖組織。

## 活動
2015年9月2日，達吉斯坦南部城市馬加拉姆有一座隸屬俄羅斯的軍事基地遭到襲擊，有俄羅斯公民受傷或死亡，「伊斯蘭國高加索省」事後承認發動此襲擊。